# Melanopolia brevicornis
Melanopolia brevicornis là một loài bọ cánh cứng trong họ Cerambycidae.